# Калмици
Калмици су западномонголски народ, који претежно живи у аутономној републици Калмикији (Русија) у којој чини апсолутну етничку већину од 57%. Калмици су већим делом будистичке, а мањим делом православне вероисповести, а говоре калмичким језиком, који спада у монголске језике.
Калмика укупно има око 161.000.

## Историја
Пре свог доласка у пределе западне Русије почетком 17. века живели су са Монголима чији су део тада били. У Русију их је 1628. године повео њихов вођа, „нојон“ (кнез) после размирица са тадашњим владарима монголске државе (познате под називом „Ојратска унија") тражећи помоћ од руског цара за разрачунавања са непријатељима. У Русији су се Калмици прво појавили у Сибиру а затим су продрли на Урал и Волгу.
Долазак Калмика је руска власт примила са симпатијама, награђујући поклонима њихове вође, јер се надала да ће они бити браниоци јужних граница од сталних најезди Татара и кавкаских горштака. Убрзо су Калмици изгубили своју самосталност, а аутономија коју су имали је почела да се сужава уз стално појачавање притисака од стране царске администрације. То је Калмике навело на идеју да се врате у своју постојбину, Џунгарију. Та сеоба је започела јануара 1771. године када је на дуг, тежак и неизвестан пут кренуло око четири петине укупне популације – само је мали број њих стигао до Џунхарије. Они који су остали у Русији живели су на западним обалама Волге. У потрази за испашом и водом стално су се селили. Њихов живот се постепено мењао: почели су да се баве земљорадњом, што је довело до организовања сталних станишта, „станица“.
Положај који су у Русији имали био је у извесној мери положај привилегованих, јер их Руси нису освојили, већ су сами Калмици добровољно признали руску власт. Били су захвални на повластицама које су им Руси дали и када су 1917. године бољшевици ударили на „Белог Цара“, захвални Калмици устадоше са оружјем против бољшевика. У тој борби Калмици су изгубили око 60 процената свог становништва. И поражена војска и цивилно становништво су настојали да се што пре домогну лука, укрцају на бродове и напусте Русију. Само је мањи број тих бегунаца успео да се домогне бродова и избегне заробљавање, око 2200 до 3000 Калмика оба пола и свих узраста. Највећи број избеглих је спас нашао у логорима у околини Цариграда и у самом граду где су се задржали наредне 2-3 године а затим су се постепено раселили по европским земљама: Бугарској, Југославији, Чехословачкој и Француској. Богато будистичко наслеђе Калмикије је уништено 1930. Стаљиновом политиком атеизације и колективизације друштва. На подручју Каликије тада је извршено спаљивање свих религиозних текстова и протеривање у Сибир монаха и будиста.

### Калмици у Србији
Први Калмици избеглице су стигли у Србију почетком априла 1920. године и било их је неколико десетина. Друга, и најбројнија калмичка групација (око 300 избеглица) приспела је у Србију крајем 1920. године. И у наредне две године Калмици су пристизали, али у мањим групама - у целом том периоду од 1920. до краја 1923. године у Србију је стигло укупно 450-500 Калмика. Главнина калмичких избеглица (300—400) настанила се у Београду, формирајући тако највећу калмичку колонију у Европи.
У Београду су се неки Калмици настанили на Карабурми, Булбулдеру, око Цветкове пијаце и на Црвеном Крсту, али их се већина настанила у приградском селу Мали Мокри Луг. У почетку су изазивали општу радозналост, и становници Малог Мокрог Луга су их назвали "Кинези". Првих пар година нису имали никакву чвршћу друштвену организацију, те априла 1928. године формирају „Калмичку колонију“. За председника је изабран бивши пуковник руске војске Абуша Алексејев, који ће заједно са будистичким старешином бакшом Манчуда Бориновим покренути акцију за изградњу будистичког храма у Београду, а затим то и довршити децембра 1929. године, када је храм и отворен.
Београдска колонија Калмика је престала да постоји 1944. године када су њени чланови избегли у Немачку, а касније у САД. Прогнаницима је допуштен повратак у Калмикију тек 1957. након доласка Хрушчова на власт.